# 9845 Okamuraosamu
9845 Okamuraosamu este un asteroid din centura principală de asteroizi.

## Descriere
9845 Okamuraosamu este un asteroid din centura principală de asteroizi. A fost descoperit pe 27 martie 1990 la Kitami de Kin Endate și Kazuro Watanabe. Asteroidul prezintă o orbită caracterizată de o semiaxă mare de 2,80 ua, o excentricitate de 0,16 și o înclinație de 8,2° în raport cu ecliptica.